# آنتونیو کریسیمانی
آنتونیو کریسیمانی (انگلیسی: Antonio Criscimanni؛ زادهٔ ۱۰ نوامبر ۱۹۵۷) بازیکن فوتبال اهل ایتالیا است.
از باشگاه‌هایی که در آن بازی کرده‌است می‌توان به باشگاه فوتبال آ.اس. رم، باشگاه فوتبال اودینزه، باشگاه فوتبال آولینو، باشگاه فوتبال پیزا، باشگاه فوتبال جنوآ، باشگاه فوتبال لیورنو، باشگاه فوتبال ناپولی، باشگاه فوتبال اسپال، و باشگاه فوتبال وارزه اشاره کرد.